# Людвик I Бжегский
Людвик I Бжегский (Справедливый, Благоразумный, Правый) (1313/1321 — 6/23 декабря 1398) — князь Легницкий (1342—1346) и Бжегский (1358—1368, 1368—1398).
В 1342—1345 годах Людвик правил в Легнице вместе со старшим братом Вацлавом, а в 1345—1346 годах — единолично. В 1346—1348/1349 годах Людвик не имел владений. С 1348/1349 года владел Любином, с 1358 года — половиной Бжегско-Олавского княжества, с 1359 года — Хойнувом, в 1364—1373 годах — регент в Легницком княжестве. С 1368 года Людвик владел всем Бжегско-Олавским княжеством, с 1373 года — Ключборком, в 1392—1395 годах — Немчей.

## Биография
Представитель легницкой линии Силезских Пястов. Второй сын князя легницко-бжегского Болеслава III Расточителя (1291—1352) и Маркеты Пржемысловны (1296—1322), дочери короля Чехии и Польши Вацлава II. В источниках Людвик, как и его старший брат Вацлав, в первый раз упоминаются в 1329 году, когда их отец Болеслав III Расточитель принес ленную присягу на верность королю Чехии Иоганну Люксембургскому.
В последующие года Людвик находился при дворе Люксембургов в Праге. Там, вероятно, он обучался методам управления и политики.
В 1342 году стареющий князь легницко-бжегский Болеслав III Расточитель, желающий избавиться от огромных долгов, передал Легницкое княжество во владение своим сыновьям Вацлаву и Людвику, а сам со второй женой Катариной Шубич удалился в Бжегский удел, в который входили также Олава и Намыслув. В течение первых трех лет братья управляли княжеством совместно. Старший из братьев, Вацлав, не имея в многолетнем браке сыновей, решил выделить Людвику удельное княжество.
9 августа 1345 года во Вроцлаве между братьями Вацлавом и Людвиком Легницкими был подписал документ о разделе отцовского княжества. Его лично заверил король Чехии Иоганн Люксембургский. Людвик получил во владение Легницу, столицу княжества, а Вацлаву достались города Хойнув, Злоторыя, Хоцянув и Любин.
Раздел княжества просуществовал только один год. В 1346 году Вацлав заключил с Людвиком новый договор, по условиям которого младший из братьев отказался от Легницы, в обмен на то, что, будучи убежден в тяжелом состоянии здоровья Вацлава, он должен был стать его наследником в Легнице, даже в случае рождения у него сыновей. На время Людвик получил дворец в Бычине и ежегодную пенсию в размере 400 гривен серебра.
Вскоре оказалось, однако, что Вацлав, несмотря на плохое состояние здоровья, вовсе не собирается умирать. Ситуация еще более осложняется после рождения Руперта, первого из четырех сыновей Вацлава. Теперь Вацлав захотел заставить младшего брата Людвика отказаться от своего права наследования и перестал выплачивать ему ежегодную пенсию. На отложенные средства Людвик приобрел у своего отца Болеслава город Любин и переехал туда вместе с семьей.
На рубеже 1349 и 1350 года Людвик совершил паломничество в Рим. Через три года, в связи со смертью отца Болеслава III Расточителя, Людвик решился на открытый конфликт со старшим братом. Гражданская война между братьями продолжалась около шести лет (с перерывами, связанными с попытками посредничества со стороны князя Конрада I Олесницкого, епископа вроцлавского Пшецлава из Погожеля и германского императора Карла IV Люксембургского).
23 июля 1359 года был заключен мирный договор между братьями Вацлавом и Людвиком Легницкими с помощью императора Священной Римской империи Карла IV. Победителем из конфликта вышел Людвик, который помимо подтверждения своей власти в Любине, получил от Вацлава город Хойнув и часть Бжегско-Олавского княжества и денежную компенсацию в размере 4 500 гривен серебра. Со своей стороны Людвик обязался погасить половину отцовских долгов и согласился на то, что после смерти Вацлава его сыновья унаследуют власть в Легницком княжестве.
2 июня 1364 года скончался князь Вацлав I Легницкий, оставив после себя четырех сыновей: Руперта I, Вацлава II, Болеслава IV и Генриха VIII, которые еще не достигли совершеннолетия. С 1364 по 1373 год регентом в Легницком княжестве был князь Людвик Бжегский (первоначально, до 1367 года регентами княжества были Людвиг и его невестка Анна Цешинская, вдова Вацлава Легницкого). С самого начала своего регентства он приложил значительные усилия, чтобы сохранить казну Легницы и избежать банкротства княжества. По просьбе своего старшего племянника Руперта I Людвик Бжегский в поздние годы принимал участие в политической жизни Легницкого княжества.
Благодаря улучшению финансового положения, Людвиг Бжегский смог расширить территорию своих владений, состоящих из раннее приобретенного Любина и полученных в 1353 и 1358 годах от своих отца и мачехи: Намыслува и половины Бжегско-Олавского княжества. В 1368 году Людвиг приобрел вторую половину Бжегско-Олавского княжества. Были также присоединены Ключборк, Волчин и Бычина (в 1373 году), а также Немча (1392—1395).
Для того, чтобы сохранить свою единоличную власть над княжеством, несмотря на достижение совершеннолетия его старшего сына Генриха VII, Людвик Бжегский не стал выделять ему удельного княжества, а только назначил его своим соправителем в 1360/1361 году. Генрих VII получил отдельное владение только в 1395 году (в возрасте 52 лет): город Немчу, приобретенный его отцом три года назад.
Людвик I Бжегский проводил активную внешнюю политику. 21 мая 1379 года он вместе со своими племянниками принес оммаж в Праге королю Чехии Вацлаву IV Люксембургскому. В обмен за ленную присягу чешский король дал согласие на наследование Легницко-Бжегского княжества только потомками Болеслава III Расточителя, что в будущем спасло эту линию Силезских Пястов от претензий со стороны других родственников. 6 января 1383 года Людвик I Бжегский вторично принес вассальную присягу чешской короне. Однако Людвик вынужден был отказаться от всех претензий на силезские княжества, включенные в состав Чехии: Вроцлавское, Свидницкое и Яворское.
12 июня 1397 года Людвик I Бжегский принимал участие в съезде в Лубницах, на котором присутствовали, в частности, польский король Владислав II Ягелло и Пшемыслав I Носак, князь Цешинский.
Династическая политика князя Людвика Бжегского также имела хороший результат. Он выдал свою старшую дочь Маргариту замуж за Альбрехта Баварского, сына императора Священной Римской империи Людвига IV. Его старший сын Генрих VII, вторым браком женился на Маргарите Мазовецкой, вдове князя Казимира IV Слупского, а племянник, Руперт I Легницкий, вступил в брак с Ядвигой Жаганьской, вдовой польского короля Казимира III Великого. Предполагается, что эти браки должны были стать дополнительными аргументами в борьбе за польский королевский престол после смерти Казимира Великого. Очень быстро стало понятно, что перспективы на польский престол очень далекие. Наконец, в 1396 году он заключил союз с новым монархом Польши Владиславом II Ягелло против Владислава Опольчика.
Репутация князя Бжегского была настолько велика, что Людвик неоднократно назначается чешскими королями Карл IV и Вацлав IV Люксембургскими в качестве посредника в спорах (в том числе в 1365 году из-за Милича между епископом вроцлавским Пшецлавом из Пожеголя и князем Конрадом I Олесницким, в 1367 году между сыновьями князя Николая II Опавского из-за раздела отцовских владений, в 1373 году между князем Конрадом II Олесницким и Пшемыславом I Носаком из-за Бытомского княжества).
За свою долгую государственную деятельность князь Людвик Бжегский зарекомендовал себя как создатель ряда сооружений, как светских, так и церковных (в том числе замков в Любине и Бжеге вместе с замковыми часовнями). В 1353 году по поручению князя Людвика Бжегского была написана рукопись «Кодекс Любинский», в которой описывалась жизнь Святой Ядвиги Силезской, культ которой Людвик продвигал на протяжении всего своего правления.
Исторические интересы князя Людвика также стали причиной написания Петром из Бычины «Хроники князей польских» и начала в 1390 году в Рычине (предполагаемой временной резиденции епископов вроцлавских) первых в Польше раскопок.
Князь Людвик I Бжегский скончался в декабре (между 6 и 23 числами) 1398 года. Он был похоронен в коллегиате Святой Ядвиги в Бжеге.

## Семья
В 1341/1345 году Людвик Бжегский женился на Агнессе Жаганьской (1312/1321 — 7 июля 1362), младшей дочери князя глогувско-жаганьского Генриха IV Верного (1291/1292 — 1342) и Матильды Бранденбург-Зальцведельской (ок. 1296—1323/1329), вдове князя Лешека Ратиборского. Супруги имели в браке двух сыновей и четырех дочерей:
- Маргарита (1342/1343 — 18/22 февраля 1386), жена с 19 июля 1353 года графа Голландии Альбрехта Баварского (1336—1404)
- Генрих VII Бжегский (1343/1345 — 11 июля 1399), князь Бжегский (1361—1399)
- Катарина (1344/1345 — 10 апреля 1404/4 октября 1405), аббатиса в Тшебнице (1372)
- Ядвига (1346 — 10 января 1386/1396), муж с ок. 1366 года князь Ян II Освенцимский (1344/1351 — 1376)
- Вацлав (1344/1351 — 1358/1361)
- дочь (род. до июля 1351 и ум. в младенчестве)

Генрих VII, в свою очередь, имел двух сыновей: Генриха IX и Людвика II. После смерти Генриха VII его сыновья разделили между собой отцовское княжество. Генрих IX получил во владение Олаву, Немчу, Хойнув и Любин, а Людвик II унаследовал Бжегское княжество с Бжегом, Ключборком и Волчином. Епископ вроцлавский Вацлав передал своему двоюродному племяннику Людвику II Легницкое княжество и Злоторыю.